# Lago Rotokakahi
Il lago Rotokakahi o lago verde (Green Lake), è uno della serie di laghi che giacciono fra il lago Rotorua ed il lago Tarawera nella regione di Bay of Plenty nell'Isola del Nord della Nuova Zelanda. Gli altri laghi del gruppo sono il lago Okataina, lago Tikitapu ed il lago Okareka; tutti fanno parte del bordo ovest della caldera di Okataina. 
Il lago deve il suo nome all'abbondanza di kakahi (freshwater mussels), è collegato al lago Tarawera attraverso le cascate di Te Wairoa. Vista dal cielo, l'acqua del lago sembra verde smeraldo per via del suo fondo basso e sabbioso.
Il lago si trova cerca 20 m al di sotto del livello del vicino lago Tikitapu.
Rotokakahi è sotto l'autorità del iwi Te Arawa, Tūhourangi, ed è lasciato indisturbato perché considerato tapu.

## Motutawa
La piccola isola di Motutawa nel lago è nota per essere il sito del massacro del 1822 di parte dei Ngāpuhi, che portò al raid di vendetta comandato da Hongi Hika nel 1823. È ritenuta essere il luogo dove riposano le ossa di Hinemoa, uno dei due personaggi della leggenda Maori di Hinemoa e Tūtānekai.